# Championnat du Laos de football 2005
Navigation
Saison précédente Saison 2011
La saison 2005 du Championnat du Laos de football est la seizième édition du championnat de première division au Laos. Cette édition regroupe onze clubs au sein d'une poule unique, où ils s'affrontent à deux reprises. En fin de saison, les deux derniers du classement sont relégués tandis que le club classé 9e doit passer par un barrage de promotion-relégation.
C'est le Vientiane FC qui remporte la compétition cette saison après avoir terminé en tête du classement final, avec cinq points d'avance sur le triple tenant du titre, MCTPC FC et treize sur National Public Security FC. C'est le tout premier titre de champion du Laos de l'histoire du club.
Pour compenser le retrait du Kanlagna FC avant le démarrage du championnat, un quatrième club de deuxième division est promu. Il s'agit du Lao Journalists Association FC.

## Les clubs participants
- MCTPC FC
- Lao-American College FC
- Lao Army Football Club
- National Public Security FC
- Vientiane FC
- Prime Minister's Office FC - Promu de Division B
- Bank Football Club
- N°8 Road Construction FC - Promu de Division B
- Lao Journalists Association FC - Promu de Division B
- Na Video FC - Promu de Division B
- National University FC

## Compétition

### Classement
Le classement est établi sur le barème de points classique (victoire à 3 points, match nul à 1, défaite à 0). Pour départager les égalités, on tient d'abord compte de la différence de buts générale, puis du nombre de buts marqués, puis des confrontations directes.
| Rang | Équipe                          | Pts | J  | G  | N | P  | Bp | Bc | Diff |
| ---- | ------------------------------- | --- | -- | -- | - | -- | -- | -- | ---- |
| 1    | Vientiane FC                    | 51  | 20 | 16 | 3 | 1  | 61 | 15 | +46  |
| 2    | MCTPC FCT                       | 46  | 20 | 14 | 4 | 2  | 65 | 14 | +51  |
| 3    | National Public Security FC     | 38  | 20 | 12 | 2 | 6  | 40 | 26 | +14  |
| 4    | Lao-American College FC         | 36  | 20 | 10 | 6 | 4  | 46 | 18 | +28  |
| 5    | Lao Army Football Club          | 36  | 20 | 11 | 3 | 6  | 38 | 29 | +9   |
| 6    | Bank Football Club              | 33  | 20 | 9  | 6 | 5  | 35 | 16 | +19  |
| 7    | National University FC          | 27  | 20 | 8  | 3 | 9  | 33 | 29 | +4   |
| 8    | Lao Journalists Association FCP | 23  | 20 | 7  | 2 | 11 | 41 | 38 | +3   |
| 9    | Prime Minister's Office FCP     | 10  | 20 | 3  | 1 | 16 | 12 | 72 | -60  |
| 10   | Na Video FCP                    | 8   | 20 | 2  | 2 | 16 | 14 | 67 | -53  |
| 11   | N°8 Road Construction FCP       | 5   | 20 | 1  | 2 | 17 | 10 | 71 | -61  |

|  | Champion du Laos 2005                            |
|  | Participation au barrage de promotion-relégation |
|  | Relégation en deuxième division                  |
|  | T : Tenant du titre P : Club promu de Division B |

### Résultats

#### Barrage de promotion-relégation
Le neuvième de L-League, Prime Minister's Office FC, affronte le troisième de seconde division, Trio FC, afin de déterminer quel club accède au championnat de première division la saison prochaine. Le club de l'élite remporte le barrage et se maintient donc.

## Bilan de la saison
| Championnat du Laos de football 2005 |                            |
| Champion                             | Vientiane FC (1er titre)   |
| Qualifications continentales         |                            |
| Coupe du président de l'AFC 2006     | Aucun                      |
| Promotions et relégations            |                            |
| Promus en Division 1                 | Vilakone FC                |
| Promus en Division 1                 | Kavin College FC           |
| Relégués en Division 2               | Prime Minister's Office FC |
| Relégués en Division 2               | N°8 Road Construction FC   |
| Relégués en Division 2               | Na Video FC                |